# Valtin Fuchs junior
Valtin Fuchs, auch Valentin Fuchs, war ein kursächsischer Beamter. Er war der Sohn des Amtsschössers Valtin Fuchs in Sangerhausen und 1564 Verwalter des kurfürstlichen Amtes Mühlberg. Von seinem Vater erbte er 1558 dessen Rittergut Emseloh.